# Liste des épisodes de Buffy contre les vampires

Cette page présente la liste des épisodes de la série télévisée Buffy contre les vampires.

## Panorama des saisons
| Saisons | Saisons | Nombre d'épisodes | Diffusion originale | Diffusion originale | Chaîne d'origine |
| Saisons | Saisons | Nombre d'épisodes | Début de saison     | Fin de saison       | Chaîne d'origine |
| ------- | ------- | ----------------- | ------------------- | ------------------- | ---------------- |
|         | 1       | 12                | 10 mars 1997        | 2 juin 1997         | The WB           |
|         | 2       | 22                | 15 septembre 1997   | 19 mai 1998         | The WB           |
|         | 3       | 22                | 29 septembre 1998   | 21 septembre 1999   | The WB           |
|         | 4       | 22                | 5 octobre 1999      | 23 mai 2000         | The WB           |
|         | 5       | 22                | 26 septembre 2000   | 22 mai 2001         | The WB           |
|         | 6       | 22                | 2 octobre 2001      | 21 mai 2002         | UPN              |
|         | 7       | 22                | 24 septembre 2002   | 20 mai 2003         | UPN              |

## Liste des épisodes

### Origine et pilote
1. (film) Buffy, tueuse de vampires (Buffy the Vampire Slayer) alias Bichette la terreur[1]
2. Pilote non diffusé (alias The Unaired Buffy pilot)[2]- 30 minutes

### Première saison (1997)
1. Bienvenue à Sunnydale, partie 1 (Welcome to the Hellmouth)
2. Bienvenue à Sunnydale, partie 2 (The Harvest)
3. Sortilèges (Witch)
4. Le Chouchou du prof (Teacher's Pet)
5. Un premier rendez-vous manqué (Never Kill a Boy on the First Date)
6. Les Hyènes (the pack)
7. Alias Angelus (Angel)
8. Moloch (I Robot, You Jane)
9. La Marionnette (The Puppet Show)
10. Billy (Nightmares)
11. Portée disparue (Out of Mind, Out of Sight)
12. Le Manuscrit (Prophecy Girl)

### Deuxième saison (1997-1998)
1. La Métamorphose de Buffy (When She Was Bad)
2. Le Puzzle (Some Assembly Required)
3. Attaque à Sunnydale (School Hard)
4. La Momie inca (Inca Mummy Girl)
5. Dévotion (Reptile Boy)
6. Halloween (Halloween)
7. Mensonge (Lie to Me)
8. La Face cachée (The Dark Age)
9. Kendra, partie 1 (What's My Line? - Part 1)
10. Kendra, partie 2 (What's My Line? - Part 2)
11. Le Fiancé (Ted)
12. Œufs surprises (Bad Eggs)
13. Innocence, partie 1 (Surprise)
14. Innocence, partie 2 (Innocence)
15. Pleine Lune (Phases)
16. Un charme déroutant (Bewitched, Bothered and Bewildered)
17. La Boule de Thésulah (Passion)
18. Réminiscences (Killed By Death)
19. La Soirée de Sadie Hawkins (I Only Have Eyes for You)
20. Les Hommes-Poissons (Go Fish)
21. Acathla, partie 1 (Becoming - Part 1)
22. Acathla, partie 2 (Becoming - Part 2)

### Troisième saison (1998-1999)
1. Anne (Anne)
2. Le Masque de Cordolfo (Dead Man's Party)
3. La Nouvelle Petite Sœur (Faith, Hope & Trick)
4. Les Belles et les Bêtes (Beauty and the Beasts)
5. Le Bal de fin d'année (Homecoming)
6. Effet chocolat (Band Candy)
7. Révélations (Revelations)
8. Amours contrariés (Lover's Walk)
9. Meilleurs Vœux de Cordelia (The Wish)
10. Le Soleil de Noël (Amends)
11. Intolérance (Gingerbread)
12. Sans défense (Helpless)
13. Le Zéro pointé (The Zeppo)
14. El Eliminati (Bad Girls)
15. Au-dessus des lois (Consequences)
16. Les Deux Visages (Doppelgangland)
17. Trahison (Enemies)
18. Voix intérieures (Earshot)
19. La Boîte de Gavrock (Choices)
20. Les Chiens de l'enfer (The Prom)
21. La Cérémonie, partie 1 (Graduation Day - Part 1)
22. La Cérémonie, partie 2 (Graduation Day - Part 2)

### Quatrième saison (1999-2000)
1. Disparitions sur le campus (The Freshman)
2. Cohabitation difficile (Living Conditions)
3. Désillusions (The Harsh Light of Day)
4. Le Démon d'Halloween (Fear, Itself)
5. Breuvage du diable (Beer Bad)
6. Cœur de loup-garou (Wild at Heart)
7. Intrigues en sous-sol (The Initiative)
8. L'Esprit vengeur (Pangs)
9. Le Mariage de Buffy (Something Blue)
10. Un silence de mort (Hush)
11. La Fin du monde (Doomed)
12. 314 (A New Man)
13. Piégée (The I in Team)
14. Stress (Goodbye Iowa)
15. Une revenante, partie 1 (This Year's Girl)
16. Une revenante, partie 2 (Who Are You?)
17. Superstar (Superstar)
18. La Maison hantée (Where the Wild Things Are)
19. Un amour de pleine lune (New Moon Rising)
20. Facteur Yoko (The Yoko Factor)
21. Phase finale (Primeval)
22. Cauchemar (Restless)

### Cinquième saison (2000-2001)
1. Buffy contre Dracula (Buffy vs Dracula)
2. Jalousies (Real Me)
3. Le Double (The Replacement)
4. Quand Spike s'en mêle (Out of My Mind)
5. Sœurs ennemies (No Place Like Home)
6. Les Liens du sang (Family)
7. La Faille (Fool for Love)
8. Incantation (Shadow)
9. Météorite (Listening to Fear)
10. Par amour (Into the Woods)
11. Triangle (Triangle)
12. L'Inspection (Checkpoint)
13. La Clé (Blood Ties)
14. La Déclaration (Crush)
15. Chagrin d'amour (I Was Made to Love You)
16. Orphelines (The Body)
17. Pour toujours (Forever)
18. La Quête (Intervention)
19. Magie noire (Tough Love)
20. La Spirale (Spiral)
21. Sans espoir (The Weight of the World)
22. L'Apocalypse (The Gift)

### Sixième saison (2001-2002)
1. Chaos, partie 1 (Bargaining - Part 1)
2. Chaos, partie 2 (Bargaining - Part 2)
3. Résurrection (Afterlife)
4. La Tête sous l'eau (Flooded)
5. Tous contre Buffy (Life Serial)
6. Baiser mortel (All The Way)
7. Que le spectacle commence ! (Once More, With Feeling)
8. Tabula rasa (Tabula Rasa)
9. Écarts de conduite (Smashed)
10. Dépendance (Wrecked)
11. La Femme invisible (Gone)
12. Fast Food (DoubleMeat Palace)
13. Esclave des sens (Dead Things)
14. Sans issue (Older and Far Away)
15. La roue tourne (As You Were)
16. La Corde au cou (Hell's Bells)
17. À la dérive (Normal Again)
18. Entropie (Entropy)
19. Rouge passion (Seeing Red)
20. Les Foudres de la vengeance (Villains)
21. Toute la peine du monde, partie 1 (Two To Go)
22. Toute la peine du monde, partie 2 (Grave)

### Septième saison (2002-2003)
1. Rédemption (Lessons)
2. Démons intérieurs (Beneath You)
3. Vice versa (Same Time, Same Place)
4. La Prédiction (Help)
5. Crise d'identité (Selfless)
6. Folles de lui (Him)
7. Connivences (Conversations with Dead People)
8. Ça a commencé (Sleeper)
9. Le Sceau de Danzalthar (Never Leave Me)
10. L'Aube du dernier jour (Bring On The Night)
11. Exercice de style (Showtime)
12. La Relève (Potential)
13. Duel (The Killer In Me)
14. Rendez-vous dangereux (First Date)
15. Retour aux sources (Get It Done)
16. Sous influence (Storyteller)
17. Un lourd passé (Lies My Parents Told Me)
18. L'Armée des ombres (Dirty Girls)
19. La Fronde (Empty Places)
20. Contre-attaque (Touched)
21. La Fin des temps, partie 1 (End Of Days)
22. La Fin des temps, partie 2 (Chosen)

## Liste des épisodes en comics

### Huitième saison (2007-2011)
Parution Américaine
- Numéro #1 : Un long retour au bercail, Partie 1, écrit par Joss Whedon, illustré par Georges Jeanty, 14 mars 2007
- Numéro #2 : Un long retour au bercail, Partie 2 écrit par Joss Whedon, illustré par Georges Jeanty, 4 avril 2007
- Numéro #3 : Un long retour au bercail, Partie 3 écrit par Joss Whedon, illustré par Georges Jeanty, 2 mai 2007
- Numéro #4 : Un long retour au bercail, Partie 4 écrit par Joss Whedon, illustré par Georges Jeanty, 6 juin 2007
- Numéro #5 : The Chain écrit par Joss Whedon, illustré par Paul Lee, 1 août 2007
- Numéro #6 : No Future For You, Part 1 écrit par Brian K. Vaughan, illustré par Georges Jeanty, 8 septembre 2007
- Numéro #7 : No Future For You, Part 2 écrit par Brian K. Vaughan, illustré par Georges Jeanty, 3 octobre 2007
- Numéro #8 : No Future For You, Part 3 écrit par Brian K. Vaughan, illustré par Georges Jeanty, 7 novembre 2007
- Numéro #9 : No Future For You, Part 4 écrit par Brian K. Vaughan, illustré par Georges Jeanty, 5 décembre 2007
- Numéro #10 : Anywhere but Here écrit par Joss Whedon, illustré par Cliff Richards, 2 janvier 2008
- Numéro #11 : A Beautiful Sunset écrit par Joss Whedon, illustré par Georges Jeanty, 6 février 2008
- Numéro #12 : Wolves at the Gate, Part 1 écrit par Drew Goddard, illustré par Georges Jeanty, 5 mars 2008
- Numéro #13 : Wolves at the Gate, Part 2 écrit par Drew Goddard, illustré par Georges Jeanty, 2 avril 2008
- Numéro #14 : Wolves at the Gate, Part 3 écrit par Drew Goddard, illustré par Georges Jeanty, 7 mai 2008
- Numéro #15 : Wolves at the Gate, Part 4 écrit par Drew Goddard, illustré par Georges Jeanty, 4 juin 2008
- Numéro #16 : Time of your Life, Part 1 écrit par Joss Whedon, illustré par Karl Moline, 2 juillet 2008
- Numéro #17 : Time of your Life, Part 2 écrit par Joss Whedon, illustré par Karl Moline, 6 août 2008
- Numéro #18 : Time of your Life, Part 3 écrit par Joss Whedon, illustré par Karl Moline, 3 septembre 2008
- Numéro #19 : Time of your Life, Part 4 écrit par Joss Whedon, illustré par Karl Moline, 26 novembre 2008
- Numéro #20 : After These Messages... We'll Be Right Back! écrit par Joss Whedon, illustré par Georges Jeanty et Eric Wight, 17 décembre 2008
- Numéro #21 : Harmonic Divergence écrit par Jane Espenson, illustré par Georges Jeanty, 7 janvier 2009
- Numéro #22 : Swell écrit par Steven S. Deknight, illustré par Georges Jeanty, 4 février 2009
- Numéro #23 : Predators and Prey écrit par Drew Z. Greenberg, illustré par Georges Jeanty, 4 mars 2009
- Numéro #24 : Safe écrit par Jim Krueger, illustré par Cliff Richards, 1er avril 2009
- Numéro #25 : Living doll écrit par Doug Petrie, illustré par Georges Jeanty, 6 mai 2009
  - Hors-Série : Tales of the Vampires écrit par Becky Cloonan, illustré par Vasilis Lolos, 3 juin 2009
- Numéro #26 : Retreat, Part 1 écrit par Jane Espenson, illustré par Georges Jeanty, 1er juillet 2009
- Numéro #27 : Retreat, Part 2 écrit par Jane Espenson, illustré par Georges Jeanty, 5 août 2009
- Numéro #28 : Retreat, Part 3 écrit par Jane Espenson, illustré par Georges Jeanty, 2 septembre 2009
- Numéro #29 : Retreat, Part 4 écrit par Jane Espenson, illustré par Georges Jeanty, 7 octobre 2009
- Numéro #30 : Retreat, Part 5 écrit par Jane Espenson, illustré par Georges Jeanty, 4 novembre 2009
  - Hors-Série : Willow écrit par Joss Whedon, illustré par Karl Moline, 23 décembre 2009
- Numéro #31 : Turbulence écrit par Joss Whedon, illustré par Georges Jeanty, 13 janvier 2010
- Numéro #32 : Twilight, Part 1 écrit par Brad Meltzer, illustré par Georges Jeanty, 3 février 2010
- Numéro #33 : Twilight, Part 2 écrit par Brad Meltzer, illustré par Georges Jeanty, 3 mars 2010
- Numéro #34 : Twilight, Part 3 écrit par Brad Meltzer, illustré par Georges Jeanty, 7 avril 2010
- Numéro #35 : Twilight, Part 4 écrit par Brad Meltzer, illustré par Georges Jeanty, 5 mai 2010
  - Hors-Série : Riley écrit par Jane Espenson, illustré par Karl Moline, 18 août 2010
- Numéro #36 : Last Gleaming, Part 1 écrit par Joss Whedon, illustré par Georges Jeanty, 1er septembre 2010
- Numéro #37 : Last Gleaming, Part 2 écrit par Joss Whedon, illustré par Georges Jeanty, octobre 2010
- Numéro #38 : Last Gleaming, Part 3 écrit par Joss Whedon, illustré par Georges Jeanty, novembre 2010
- Numéro #39 : Last Gleaming, Part 4 écrit par Joss Whedon, illustré par Georges Jeanty, décembre 2010
- Numéro #40 : Last Gleaming, Part 5 écrit par Joss Whedon, illustré par Georges Jeanty, janvier 2011

Parution française
- Tome #1 : Un long retour au bercail 9 juillet 2008 (contient les numéros 1 à 5)
- Tome #2 : Pas d'avenir pour toi ! 24 septembre 2008 (contient les numéros 6 à 10)
- Tome #3 : Les loups sont à nos portes 18 février 2009 (contient les numéros 11 à 15)
- Tome #4 : Autre temps, autre tueuse 24 juin 2009 (contient les numéros 16 à 20)
- Tome #5 : Les Prédateurs 18 novembre 2009 (contient les numéros 21 à 25)
- Tome #6 : Retraite 9 juin 2010 (contient les numéros 26 à 30)
- Tome #7 : Crépuscule 10 novembre 2010 (contient les numéros 31 à 35)
- Tome #8 : La Dernière Lueur 18 mai 2011 (contient les numéros 36 à 40)

### Neuvième saison (2011-2013)
Parution Américaine
- Numéro #1 : Freefall, Part 1 : 14 septembre 2011
- Numéro #2 : Freefall, Part 2 : 12 octobre 2011
- Numéro #3 : Freefall, Part 3 : 9 novembre 2011
- Numéro #4 : Freefall, Part 4 : 14 décembre 2011
- Numéro #5 : Slayer, Interrupted : 11 janvier 2012
- Numéro #6 : On Your Own, Part 1 : 8 février 2012
- Numéro #7 : On Your Own, Part 2 : 14 mars 2012
- Numéro #8 : Apart Of Me, Part 1 : 11 avril 2012
- Numéro #9 : Apart Of Me, Part 2 : 9 mai 2012
- Numéro #10 : Apart Of Me, Part 3 : 13 juin 2012
- Numéro #11 : Guarded, Part 1 : 11 juillet 2012
- Numéro #12 : Guarded, Part 2 : 8 août 2012
- Numéro #13 : Guarded, Part 3 : 12 septembre 2012
- Numéro #14 : Billy the Vampire Slayer, Part 1 : 10 octobre 2012
- Numéro #15 : Billy the Vampire Slayer, Part 2 : 14 novembre 2012
- Numéro #16 : Welcome To The Team, Part 1 : 12 décembre 2012
- Numéro #17 : Welcome To The Team, Part 2 : 9 janvier 2013
- Numéro #18 : Welcome To The Team, Part 3 : 13 février 2013
- Numéro #19 : Welcome To The Team, Part 4 : 13 mars 2013
- Numéro #20 : The Watcher : 10 avril 2013
- Numéro #21 : The Core, Part 1 : 8 mai 2013
- Numéro #22 : The Core, Part 2 : 12 juin 2013
- Numéro #23 : The Core, Part 3 : 10 juillet 2013
- Numéro #24 : The Core, Part 4 : août 2013
- Numéro #25 : The Core, Part 5 : septembre 2013

Parution française
- Tome #1 : ''Chute libre 9 mai 2012 (contient les numéros 1 à 5)
- Tome #2 : Toute seule 5 décembre 2012 (contient les numéros 6 à 10)
- Tome #3 : Protection 5 juin 2013 (contient les numéros 11 à 15)
- Tome #4 : Bienvenue dans l'équipe 6 novembre 2013 (contient les numéros 16 à 20)
- Tome #5 : Le Noyau 4 juin 2014 (contient les numéros 21 à 25)

### Dixième saison (2014-2016)
La saison 10 débute en mars 2014, se déroulant 6 mois après les événements de la saison 9.
Parution américaine
- Numéro #1 : New Rules, Part 1 : mars 2014
- Numéro #2 : New Rules, Part 2 : avril 2014
- Numéro #3 : New Rules, Part 3 : mai 2014
- Numéro #4 : New Rules, Part 4 : avril 2014
- Numéro #5 : New Rules, Part 5 : juillet 2014
- Numéro #6 : I Wish, Part 1 : août 2014
- Numéro #7 : I Wish, Part 2 : septembre 2014
- Numéro #8 : Return To Sunnydale, Part 1 : octobre 2014
- Numéro #9 : Return To Sunnydale, Part 2 : novembre 2014
- Numéro #10 : Day Off/Harmony In My Head : décembre 2014
- Numéro #11 : Loves Dares You, Part 1 : janvier 2015
- Numéro #12 : Loves Dares You, Part 2 : février 2015
- Numéro #13 : Loves Dares You, Part 3 : mars 2015
- Numéro #14 : Relationship Status: Complicated, Part 1 : avril 2015
- Numéro #15 : Relationship Status: Complicated, Conclusion : mai 2015
- Numéro #16 : Old Demons, Part 1 : juin 2015
- Numéro #17 : Old Demons, Part 2 : juillet 2015
- Numéro #18 : Old Demons, Part 3 : août 2015
- Numéro #19 : Freaky Giles Day : septembre 2015
- Numéro #20 : Triggers : octobre 2015
- Numéro #21 : Pieces on the Ground, Part 1 : novembre 2015
- Numéro #22 : Pieces on the Ground, Part 2 : décembre 2015
- Numéro #23 : Pieces on the Ground, Part 3 : janvier 2016
- Numéro #24 : Pieces on the Ground, Part 4 : février 2016
- Numéro #25 : Pieces on the Ground, Part 5 : mars 2016
- Numéro #26 : Own It, Part 1 : avril 2016
- Numéro #27 : Own It, Part 2 : mai 2016
- Numéro #28 : Own It, Part 3 : juin 2016
- Numéro #29 : Own It, Part 4 : juillet 2016
- Numéro #30 : Own It, Part 5 : août 2016

Parution française
- Tome #1 : Nouvelle règles 7 janvier 2015 (contient les numéros 1 à 5)
- Tome #2 : Le prix des souhaits 9 juin 2015 (contient les numéros 6 à 10)
- Tome #3 : Quand l'amour vous met au défi 24 février 2016 (contient les numéros 11 à 15)
- Tome #4 : Vieux Démons : 6 juillet 2016 (contient les numéros 16 à 20)
- Tome #5 : Repose en pièces : 15 mars 2017 (contient les numéros 21 à 25)
- Tome #6 : Savoir se prendre en main : 23 août 2017 (contient les numéros 26 à 30)

### Onzième saison (2016-2017)
Parution Américaine
- Numéro #1 : The Spread of their Evil : novembre 2016
- Numéro #2 : In Time of Crisis : décembre 2016
- Numéro #3 : A House Divided : janvier 2017
- Numéro #4 : Desperate Times : février 2017
- Numéro #5 : Desperate Measures : mars 2017
- Numéro #6 : Back to the Wall : avril 2017
- Numéro #7 : Disempowered : mai 2017
- Numéro #8 : Ordinary People : juin 2017
- Numéro #9 : The Great Escape : juillet 2017
- Numéro #10 : Crimes Against Nature : août 2017
- Numéro #11 : Revelations : septembre 2017
- Numéro #12 : One girl in all the World : octobre 2017

Parution française
Aucune date prévue à ce jour

### Douzième saison (2018)
Cette saison est la dernière et se concentre sur le futur avec le retour notamment de la Tueuse du futur : Fray.
Parution américaine
Numéro #1 : The Reckoning, Part 1 : juin 2018